# جورج كيز
جورج كيز (بالإنجليزية: George Keys)‏ هو مجدف نيوزيلندي، ولد في 12 ديسمبر 1959 في Burwood, New Zealand ‏ في نيوزيلندا.

## وصلات خارجية
- جورج كيز على موقع الاتحاد الدولي للتجديف (الإنجليزية)
- جورج كيز على موقع اللجنة الأولمبية الدولية (الإنجليزية)
- جورج كيز على موقع أوليمبيديا (الإنجليزية)
- جورج كيز على موقع اللجنة الأولمبية النيوزيلندية (الإنجليزية)